# 宋素卿
宋素卿（1445年—1525年5月6日（嘉靖四年四月十四日））是明朝末期（日本戰國時代中期）以日本為根據地的華人貿易家。浙江鄞縣人。他在明日貿易中扮演重要角色，並且是引起寧波之亂的原因。

## 生平
原名朱縞。他自幼學習歌唱，後來受到了倭商（日本商人）的喜愛。由於其叔父朱澄於1496年（明弘治9年、日本明應5年）同日本商人湯四五郎作漆器生意，但由於無法按期交貨，遂將他賣給了湯四五郎抵債。湯四五郎將朱縞帶到了日本，改名宋素卿，成為室町幕府管領細川氏的家臣，從事對明朝的貿易活動。
本來明日貿易是由室町幕府將軍以「日本國王」的名義向明朝派遣遣明船來貿易的，但應仁之亂後將軍權力衰退，畿內的權力由細川氏和大內氏分別控制，明日貿易遂落入細川氏和大內氏的手裡。細川氏挾持幕府將軍，與堺商人結盟；大內氏則同博多商人結盟。宋素卿支持細川氏。
1510年（明正德5年、日本永正7年），細川氏與大內氏假借「日本國王源義澄」（室町幕府將軍足利義澄）的名義，聯合向明朝派出遣明船，以支持大內氏的了庵桂悟為正使。當時大內氏派出兩支船，細川氏派出一支。但細川高國不甘心在明日貿易中處於劣勢地位，秘密派遣宋素卿搶先來到明朝貿易，向權傾一時的宦官劉瑾贈送黃金千兩，獲賜飛魚服，這是前所未有的事情。
1523年（明嘉靖2年、日本大永3年），大內義興以謙道宗設為綱司再次向明朝派遣遣明船。得知此事後，細川高國也以鸞岡瑞佐為綱司（正使）、宋素卿為副使，向明朝派遣遣明船。大內氏所持的是正德年間的勘合符，而細川氏所持的則是弘治年間的。細川氏所持的勘合符是過期失效的。
宋素卿的細川氏船隊比謙道宗設的大內氏船隊（共兩艘船）遲到達寧波的市舶司。但宋素卿早已暗中向市舶司太監賴恩行賄，因此反而先被驗貨。這引起了謙道宗設的強烈不滿。而市舶司在嘉賓堂款待來客時又讓細川氏使者坐在了大內氏使者的上位，因此宗設在盛怒之下舉兵叛亂，率大內氏船隊燒毀了細川氏的遣明船，襲擊了嘉賓館、東庫等地，殺死了鸞岡瑞佐，宋素卿逃往紹興。宗設又在沿途燒殺搶劫，明朝官軍前往鎮壓，但被擊敗，宗設殺死了前往鎮壓的浙江都指揮劉錦，綁架了指揮袁璡，劫其船逃亡海上。這就是著名的寧波之亂。
事後宋素卿被投入監獄，而謙道宗設的船隻中有一艘在海上遭遇風暴，漂到朝鮮境內，遭朝鮮官軍的圍剿，俘虜中林、望古多羅等33人獻於明朝。明朝將他們送到浙江與宋素卿對獄，發現細川氏所持的勘合符是假的，因此判處宋素卿死罪。其他被俘的大內氏船隊成員也皆判死罪。但不久他們就都死在了監獄裡。
這件事情發生後，明朝廢除了市舶司大監一職，縮小了與日本的貿易規模，導致倭寇數量的激增（嘉靖大倭寇）。

## 歌舞伎中的宋素卿
在初代並木五瓶於1778年（安永7年）所創作的歌舞伎《樓門五三桐》中，把登場的日本著名盜賊石川五右衛門設定為明朝遺臣宋蘇卿的遺孤。宋蘇卿與宋素卿同音。而同一作品中稱宋蘇卿是明朝的將軍，在真柴久吉（羽柴秀吉）出兵明朝之際戰死。其遺孤由武智光秀（明智光秀）養育成人。真柴久吉是石川五右衛門生父和養父的共同仇人，因此受到了石川五右衛門的刻骨仇視。然而這個歌舞伎荒誕無稽，與史實完全不符。至於並木五瓶是如何將宋素卿和石川五右衛門聯繫在一起的不得而知。